# Ізобари (ядерна фізика)
Ізобари (од. ізобар; від. грец. ἴσος + βάρος — «вагу») — нукліди різних елементів, що мають однакове масове число; наприклад, ізобарами є 40Ar, 40K, 40Ca. Хоча масове число (тобто число нуклонів) A = N + Z в ядрах-ізобарах однакове, числа протонів Z і нейтронів N розрізняються: Сукупність ізотопів з однаковим A, але різним Z називають ізобаричним ланцюжком. У той час як масове число ізобарів однакове, їхні атомні маси збігаються лише приблизно. Залежність атомної маси (або надлишку маси) від Z в ізобаричному ланцюжку показує напрямок можливих бета-розпадів. Ця залежність у першому наближенні являє собою параболу — перетин долини стабільності площиною A = const.
Ті види радіоактивного розпаду, які не змінюють масове число (бета-розпад, подвійний бета-розпад, ізомерний перехід), переводять одне ядро-ізобар в інше. Оскільки розпади такого роду відбуваються в напрямку зменшення надлишку маси, послідовність таких розпадів закінчується на ядрі, що представляє енергетичний мінімум в даній ізобаричному ланцюжку (бета-стабільне ядро). Для ядер з парним масовим числом таких локальних мінімумів на ізобаричному ланцюжку може бути від 1 до 3, оскільки парно-парні ядра (Z і N парні) завдяки енергії спарювання мають більшу енергію зв'язку, ніж непарній-непарні ядра з тим же масовим числом. Локальні мінімуми відрізняються зарядом ядра на 2 одиниці, тому прямі бета-переходи між основними станами таких ядер неможливі (бета-розпад змінює заряд ядра на одиницю). Переходи з локальних мінімумів ланцюжка в глобальний можливі лише завдяки подвійним бета-процесам, які є процесами другого порядку по константі зв'язку слабкої взаємодії і тому сильно пригнічені: періоди напіврозпаду перевищують 1019 років. Таким чином, для непарних A існує один бета-стабільний ізобар, для парних A — від одного до трьох. Якщо альфа-розпад (та інші види розпаду, що змінюють масове число) для бета-стабільного ізотопу заборонений або сильно пригнічений, то цей ізотоп присутній в природної суміші ізотопів.
В мас-спектрометрії ізобарами називаються як ядра з однаковим масовим числом, так і молекули з (приблизно) однаковою молекулярною масою. Так, молекули 16O 1H 2H (напівважка вода) є молекулярними ізобарами до атома 19F. Іони таких молекул і атомів мають майже однакове відношення маса/заряд (при рівному заряді) і, отже, рухаються в електромагнітних полях мас-спектрометра по майже однакових траєкторіях, будучи джерелом фону для своїх ізобар.